# Molendoa seravschanica
Molendoa seravschanica är en bladmossart som beskrevs av Brotherus och Györffy in B. Fedchenko 1918. Molendoa seravschanica ingår i släktet klyftmossor, och familjen Pottiaceae. Inga underarter finns listade i Catalogue of Life.